# Iminoborany
Iminoborany – związki boroorganiczne, w których atomy boru i azotu są połączone formalnie wiązaniem potrójnym.
Jak wynika z powyższego wzoru Lewisa atom azotu ma formalny ładunek dodatni, a bor ujemny. Obliczenia kwantowomechaniczne wskazują, że w rzeczywistości ładunki cząstkowe rozmieszczone są odwrotnie, co można wytłumaczyć silną polaryzacją wiązania B−N w kierunku bardziej elektroujemnego atomu azotu.
Iminoborany są związkami izoelektronowymi do alkinów, jednakże ze względu na silną polaryzację wiązania B–N są od nich znacznie bardziej reaktywne.
Dla porównania acetylen C2H2 ulega cyklotrimeryzacji dopiero w podwyższonych temperaturach, podczas gdy iminoboran H–BN–H jest stabilny jedynie w matrycy argonowej (poniżej –190 °C) i samorzutnie eksploduje w temperaturach dużo niższych od 0 °C.
Stabilność iminoboranów rośnie wraz ze wzrostem wielkości podstawników R. Dimetyloiminoboran Me–BN–Me ulega samorzutnej oligomeryzacji już w temperaturze suchego lodu (–78 °C); diizopropyloiminoboran iPr–BN–iPr oraz 1-izopropylo-2-tert-butyloiminoboran tBu–BN–iPr są w tej temperaturze trwałe przez  okres kilku godzin, a di-tert-butyloiminoboran tBu–BN–tBu jest trwały przez okres kilku dni nawet w temperaturze pokojowej.
Iminoborany oligomeryzują, tworząc pięć typów produktów: cyklodimery (1,3,2,4-diazadiborotydyny, oznaczone jak Di na ilustracji poniżej), cyklotrimery (borazyny, Tr), bicyklotrimery (1,3,5-triaza-2,4,6-triborabicyklo[2.2.0]heksa-2,5-dieny czyli borazyny Dewara, analogi benzenu Dewara, Tr’), cyklotetramery (oktahydro-1,3,5,7-tetraza-2,4,6,8-tetraborocyny, Te) oraz polimery (poli(iminoborany), Po):
gdzie X i R to np. podstawniki alkilowe
Rodzaj dominującego produktu zależy od struktury substratów i warunków reakcji. Niektóre z nich mogą się przekształcać jeden w drugi.